# Valiivka, Bilopillea
Valiivka (în ucraineană Валіївка) este un sat în comuna Verhosulka din raionul Bilopillea, regiunea Sumî, Ucraina.

## Demografie
Componența lingvistică a localității Valiivka
     Ucraineană (97,27%)
     Rusă (1,82%)
     Alte limbi (0,91%)
Conform recensământului din 2001, majoritatea populației localității Valiivka era vorbitoare de ucraineană (97,27%), existând în minoritate și vorbitori de rusă (1,82%).